# Musine Kokalari
Musine Kokalari (10 février 1917 à Adana, Empire ottoman – 14 août 1983) est une écrivaine et femme politique albanaise de la période pré-communiste. Elle est la fondatrice du Parti social-démocrate d'Albanie en 1943 et est la première femme écrivain de son pays. Après un court engagement politique au cours de la Seconde Guerre mondiale, elle est persécutée par le régime communiste en Albanie, et est interdite d'écriture.

## Éducation
Musine Kokalari est née le 10 février 1917 à Adana, dans ce qui est alors encore l'Empire ottoman, dans une famille patriote et politiquement engagée originaire de Gjirokastër (aujourd'hui en Albanie). Elle retourne en Albanie avec sa famille en 1920. Musine acquiert un goût pour les livres et l'apprentissage grâce à la librairie que possède son frère Vesim à Tirana au cours des années 1930. En janvier 1938, elle part pour Rome étudier la littérature à l'université de Rome « La Sapienza » et obtient son diplôme en 1941, avec une thèse sur Naim Frashëri.
Pendant quelques années, elle entretient une correspondance avec la philosophe Hannah Arendt.

## Publications
Elle a, à l'âge de vingt-quatre, déjà publié un premier ouvrage de 80 pages, une collection de dix contes en prose pour la jeunesse dans son pays natal, écrit dans le dialecte de Gjirokastër : Comme ma vieille mère me dit (albanais : Siç me thotë nënua plakë). Cette collection historique, fortement inspirée par le folklore tosque et par les luttes des femmes de Gjirokastër, est considérée comme la première œuvre littéraire jamais écrite et publiée par une femme en Albanie. Sa valeur historique se situe dans l'utilisation du dialecte de Gjirokastër et dans la représentation des mœurs de la région. Kokalari voit son livre comme « le miroir d'un monde révolu, le chemin de la transition de l'adolescence avec ses mélodies vers les premières années de mariage dans le monde de la femme adulte, une fois de plus liée par les lourdes chaînes de du fanatisme de l'esclavage patriarcal »
Trois ans plus tard, malgré les vicissitudes de la Seconde Guerre mondiale, Kokalari âgée de vingt-sept ans, est en mesure de publier une longue collection d'histoires courtes et de croquis intitulé Comment la vie se balançait (albanais : Sa u-tunt jeta) en 1944. Un troisième volume de ses contes folkloriques est publié en 1944 sous le titre Autour du Foyer (albanais : Rreth vatrës).

## Après la Seconde Guerre mondiale

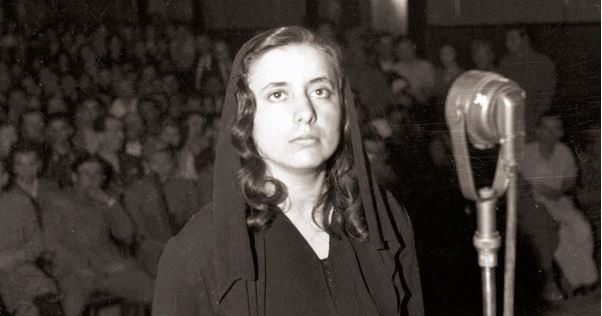
Photo prise lors de son procès en 1946

À la fin de la Seconde Guerre mondiale, Kokalari ouvre une librairie et est invitée à devenir membre de la Ligue des Écrivains et des Artistes albanais, créée le 7 octobre 1945, sous la présidence de Sejfulla Malëshova. Elle est, à cette époque, hantée par l'exécution sans procès de ses deux frères, Mumtaz et Vejsim, le 12 novembre 1944 par les communistes et exige justice et vengeance. Étant elle-même étroitement liée au jeune parti social-démocrate albanais et à son organe de presse Zëri i lirisë (La voix de la liberté), elle est arrêtée le 17 janvier 1946 en même temps que Malëshova, et le 2 juillet 1946, est condamnée à vingt ans de prison par le tribunal militaire de Tirana comme un « saboteuse et ennemie du peuple ».

Juste avant son arrestation, Kokalari envoie une lettre aux Forces Alliées, toujours basées dans la capitale albanaise, Tirana. Dans sa lettre, elle appelle à des élections libres et à la liberté d'expression. Lors du procès, Kokalari déclare, :

Je n'ai pas besoin d'être communiste pour aimer mon pays. J'aime mon pays même si je ne suis pas une communiste. J'aime ses progrès. Vous vous vantez d'avoir gagné la guerre, et maintenant que vous êtes les gagnants, vous voulez faire taire ceux que vous appelez les opposants politiques. Je pense différemment de vous, mais j'aime mon pays. Vous me punissez pour mes idéaux !

En 1964, après 18 ans dans la prison de Burrel dans le District de Mat, sous surveillance constante, elle passe les dix-neuf années suivantes internée dans la ville de Rrëshen, au nord de l'Albanie, où elle doit travailler comme balayeuse. Elle ne récupère jamais l'autorisation d'écrire mais écrit clandestinement un manuscrit sur la fondation du Parti social-démocrate.
Elle meurt d'un cancer en 1983, après s'être vue refuser un traitement par le gouvernement albanais.

## Reconnaissance
- Kokalari est l'une des 30 premiers écrivains emprisonnés à être listés en 1960 par le Committee of the Three (précurseur du PEN club International)[6].
- En 1993, Kokalari est, à titre posthume, déclarée Martyre de la Démocratie par le Président de l'Albanie, et une école de Tirana est renommée en son honneur[6].
- En 2017, un court-métrage sur sa vie intitulé An Unsung Hero: Musine Kokalari est tourné[8].
- Une exposition sur elle au National Media Museum à Bradford ( Royaume-Uni) est organisé en 2017[9].